# 沙希布·格来
沙希布·格来（1501年—1551年），克里米亚汗，也曾经是喀山汗國可汗。克里米亚汗（1532－1551在位）。
沙希布·格來是马赫默德·格来的兄弟。1521年他成为喀山汗。他的军队也在莫斯科附近打败瓦西里三世。1532年，原克里米亚汗死，他回去即位，1541年打败莫斯科。沙希布·格來於1551年逝世。